# 国分寺 (亀山市)
国分寺（こくぶんじ）は、三重県亀山市白木町にある、真言宗御室派の仏教寺院。山号は明星山（みょうじょうざん）。院号は宝生院（ほうじょういん）。本尊は虚空蔵菩薩。

## 歴史
国分寺とは天平13年（741年）に発せられた聖武天皇の詔により、当時の日本の各国に建立された寺であるが、当寺は明星ヶ岳（549.4m）の中腹にあり、このように山上に寺院が建てられるようになったのは、平安時代に入ってからといわれる。平安時代中期以後になると、勅願寺など特殊寺院を建て、国分寺の業務を代行させたといわれており、当山もこのような部類の寺院ではないかという説がある。なお、当寺のある伊勢国の領域では、鈴鹿市国分町に国の史跡に指定されている伊勢国分寺跡が存在する。
寺伝によると、天平15年（743年）、行基が開山したと伝えられ、弘仁6年（815年）空海（弘法大師）が、当寺において虚空蔵菩薩求聞持法を修め、柏の木に虚空蔵菩薩を刻み本尊とし、里の名を柏の字を分けて白木と名づけ、山を明星山と号して、中興したと伝わっている。その後、戦国時代に近江国観音寺城主六角氏、日野城主蒲生氏などに攻められるなど、いくたびかの災難に見舞われ、大正時代にも火災により、本堂や庫裏を焼失しているが、その都度信者らによって復興されている。

## 年中行事
- 4月13日　大会式
- 12月第2日曜日　虚空蔵菩薩護摩供養
- 毎月13日　会式
- 13年目ごとの未年　本尊開帳

## 近隣施設
- 明星ヶ岳
- 道の駅関宿

## アクセス
- 国道1号 関駅より三重県道11号四日市関線を北へ約4.5 km
- JR関西本線関駅下車後バス等なく、上記県道を徒歩で約80分